# 10,5 cm Flak 38/39
105-мм зенітна гармата FlaK 38 (нім. 10,5-cm-Flak 38) — німецька важка зенітна гармата часів Другої світової війни.

## Історія служби
У 1933 року керівництво Люфтваффе оголосило конкурс на створення 105-мм зенітної гармати. Фірми «Крупп» і «Рейнметалл» взяли участь у розробці та виготовили по два дослідні зразки. 1935 році пройшли порівняльні випробування, а наступного року 105-мм гармата фірми «Рейнметалл» була визнана кращою і запущена в серійне виробництво під найменуванням 10,5-см Flak 38.
Через значну вагу гармату використовували лише у стаціонарній версії, або монтували на залізничні платформи чи інші рухомі носії. Лафет мав хрестоподібне розташування станин — це дозволяло вести круговий обстріл з кутом піднесення до 85 °. Для наведення гармати на ціль застосовувалися електродвигуни постійного струму. У 1940 році у війська почали надходити модернізовані гармати «Flak-39», що відрізнялися від «Flak-38» конструкцією лафета і тим, що на них були встановлені двигуни змінного струму, а не постійного.
Обидва варіанти зенітних гармат призначалися для польових армій вермахту, але, урешті-решт, практично всі вони були задіяні для оборони Рейху.
105-мм Flak 38 і 39 залишалися у виробництві всю війну, незважаючи на те, що за своїми балістичними характеристиками 88-мм гармата Flak 41 майже зрівнялася з ними.
Чотиригарматна батарея Flak 38 комплектувалася спеціальною установкою з двигуном внутрішнього згоряння, які приводили в дію генератор постійного струму напругою 220 В і потужністю 24 кВт. Генератор подавав живлення до електромоторів, встановлених на гарматах. На кожній гарматі було по чотири електромотори: вертикального наведення, горизонтального наведення, досилача і автоматичного встановлювача детонатора. У гарматах Flak 39 електромотори були переведені на змінний струм, щоб мати можливість підключатися до промислових і міських електромереж.
Гармати в основному використовувалися в ППО Третього Рейху, вони прикривали промислові об'єкти і бази Крігсмаріне. У серпні 1944 року чисельність 105-мм зеніток досягла максимуму. У той час Люфтваффе були оснащені 116 гарматами, розміщеними на залізничних платформах, 877 гарматами, встановленими нерухомо на бетонних підставах і 1025 гарматами, оснащеними звичайними колісними лафетами. Батареї сил протиповітряної оборони Рейху налічували по 6 важких гармат, а не по 4, як це мало місце у фронтових частинах.
На відміну від 88-мм гармат, застосування 105-мм Flak 38/39 було обмежено їх масою і габаритами. В цілому, їх реальні бойові показники були гірше за очікувані; навіть масштабні роботи за проєктом вдосконаленої 105-мм зенітки Flak 40 з подовженим стволом, яка могла б стріляти потужнішим снарядом, завершилися безрезультатно. Але все ж виробництво моделі 41 тривало до кінця війни.

## Аналоги того часу
- 90-мм зенітна гармата CA Mle 1939
- 94-мм зенітна гармата QF 3.7
- 90-мм зенітна гармата M1/M2/M3
- 100-мм корабельна гармата OTO Mod. 1924/1927/1928
- 100-мм зенітна гармата Тип 98